# Jægervatn
Jægervatn est une localité du comté de Troms, en Norvège.

## Géographie
Administrativement, Jægervatn fait partie de la kommune de Lyngen.